# Blue Gene

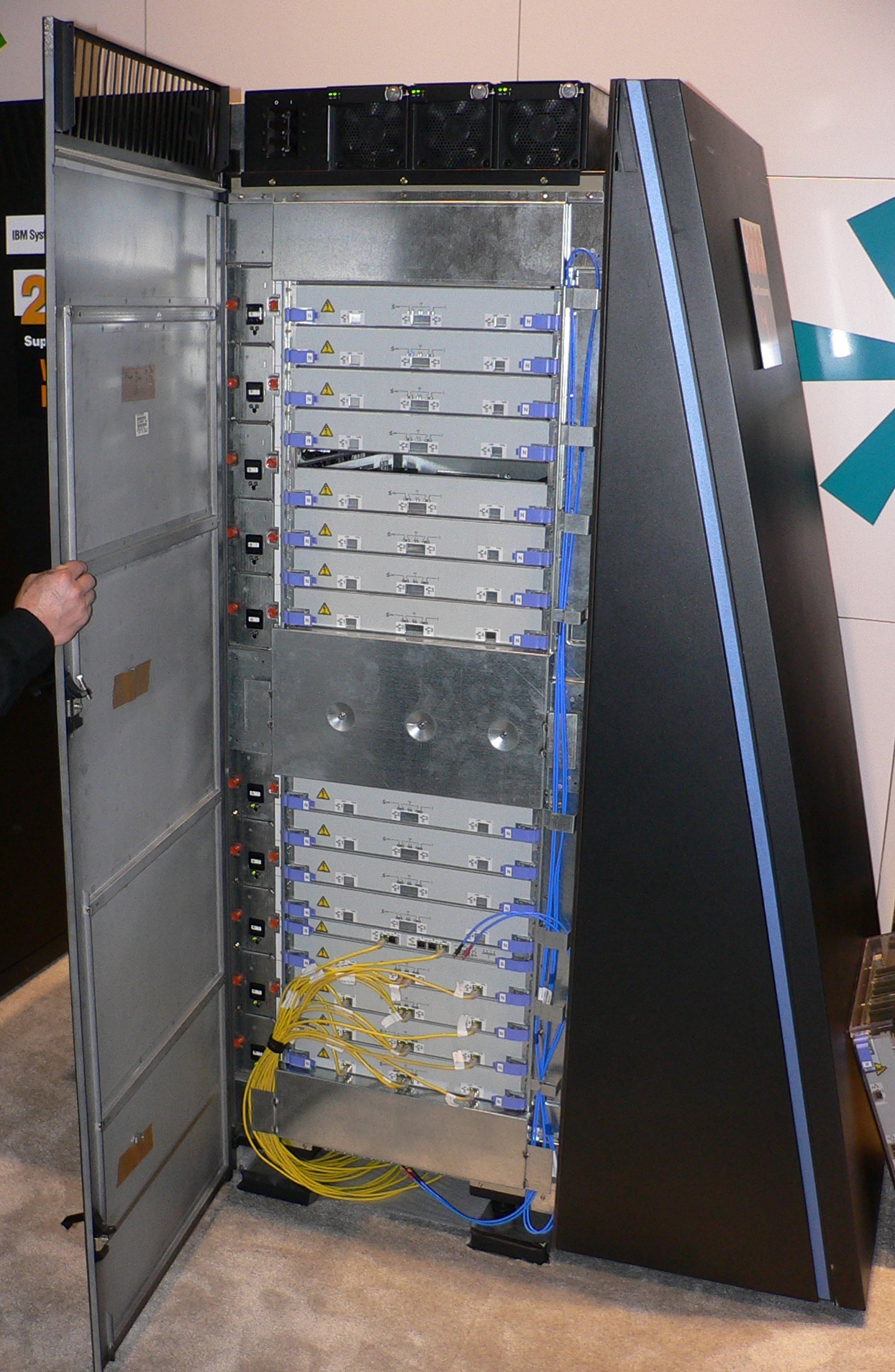
Een Blue Gene L-kast

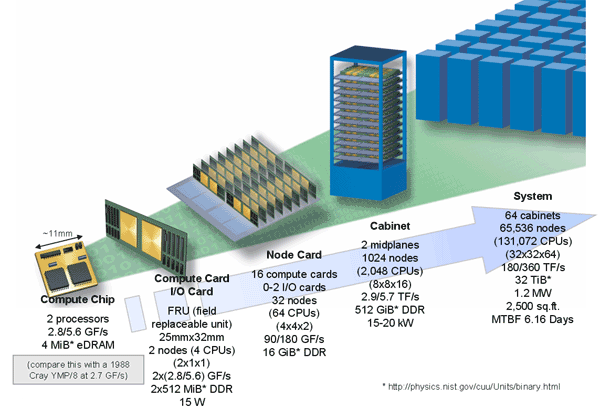
Ontwikkeling van chip tot het gehele systeem

Blue Gene is een IBM-project om de volgende klasse van petaFLOPS-schaal supercomputers te ontwikkelen.
De eerste computer in de Blue Gene-reeks, Blue Gene/L, ontwikkeld door een vennootschap met Lawrence Livermore National Laboratory, kostte US$100 miljoen en haalt honderden teraflops, met piekprestaties van 360 TF. Dit is bijna tien keer zo snel als de Earth Simulator, de snelste supercomputer van de wereld vóór Blue Gene. Twee Blue Gene/L-prototypen zijn de Top 500 lijst van de Supercomputers bij #4 en #8 posities ingegaan. Op 29 september 2004 kondigde IBM aan dat het Blue Gene/L-prototype de NEC-Earth Simulator heeft verslagen als snelste computer in de wereld, met een snelheid die 36,01 teraflops bedraagt, het aantal teraflops van de Earth Simulator bedraagt 35,86.
Sindsdien heeft de Blue Gene/L meerdere malen zijn eigen record verbeterd. Op 9 november 2004 haalde hij 70,3 teraflops. In juni 2005 haalde de machine 138,8 teraflops. In oktober 2005 heeft de machine 280,6 teraflops gehaald en in november 2007 werd 478,2 teraflops bereikt.
Sinds 9 juni 2008 is Blue Gene in snelheid voorbijgestoken door de IBM Roadrunner.

## Componenten
- De processor: PowerPC
- Het besturingssysteem: Linux

## Gebruik van de machine
- In real time eiwitten in verband met onderzoek in genetica simuleren.
- Intensieve datamining op geneeskundige statistieken op grote schaal om de verborgen correlaties ervan te ontdekken.
- Analyse in realtime van radioastronomische signalen in verband met het onderzoek naar de oorsprong van het universum.
  - Dataverwerking voor LOFAR, in de Smitsborg van de Rijksuniversiteit Groningen (per 26 april 2005)
- De machine kan eveneens worden gebruikt voor enkele projecten van defensie of inlichting.